# Miecislao III el Viejo

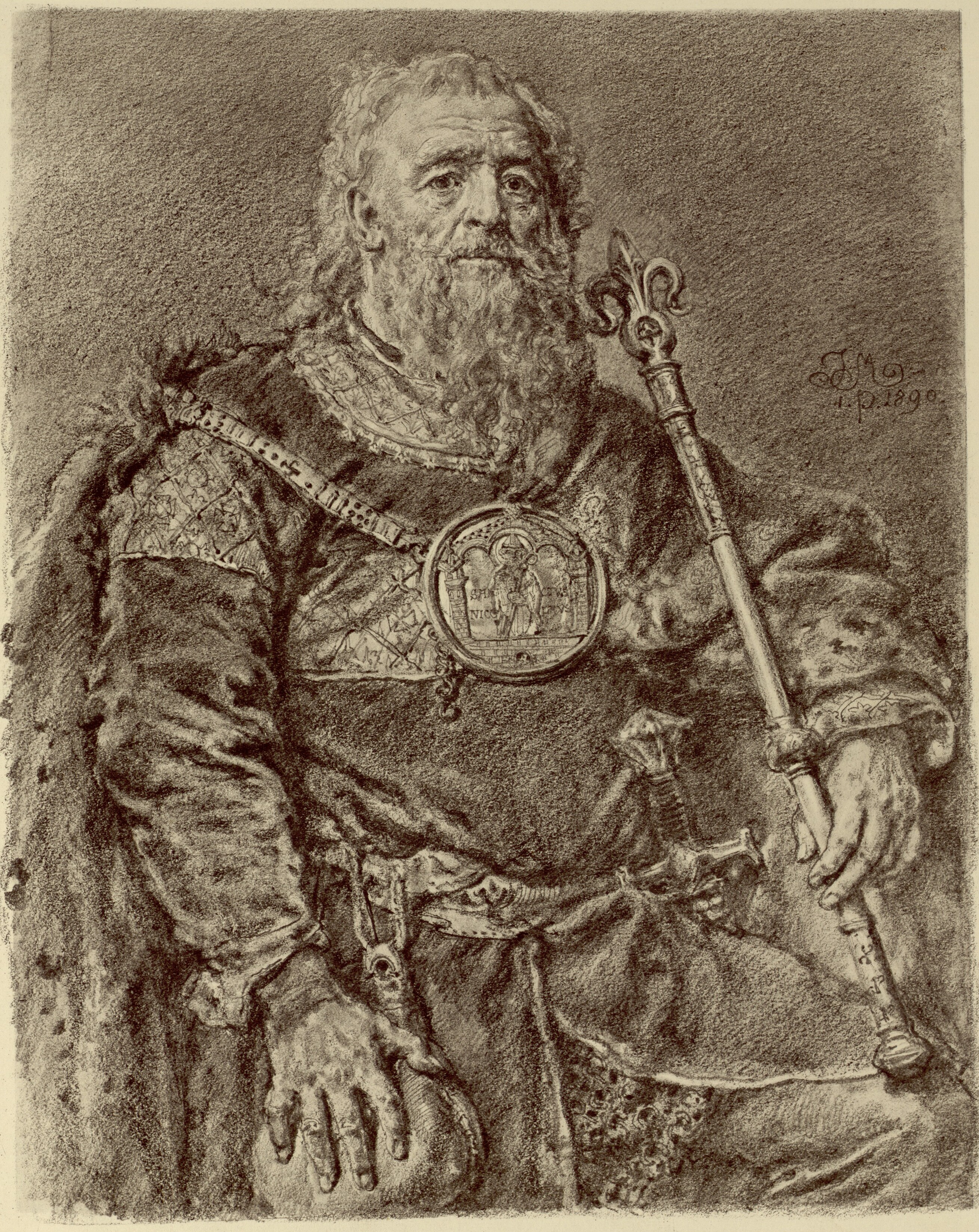
Miecislao III El Viejo. Pintura de Jan Matejko.

Miecislao III el Viejo (en polaco: Mieszko III Stary; 1121?-13 de marzo de 1202). Miecislao fue hijo de Boleslao III el Bocatorcida, Duque de Polonia, y Salome von Berg-Schelklingen, hija del Duque Henrik von Berg (de Wurtemberg). Miecislao fue el tercer hijo de Boleslao y el segundo de la pareja ducal. En su primer gobierno logró la reunificación de país.
Miecislao fue Duque de Gran Polonia entre 1138-1202, duque de Cracovia y Gran Duque de toda Polonia en los años 1173-1177, 1190, 1198/1199, 1202.

## Biografía
Según el testamento del Duque de Polonia Boleslao, Polonia fue dividida en 4-5 provincias que heredaron sus hijos. Su hijo mayor heredó la provincia de Cracovia para convertirse así en Gran Duque de Polonia.
Gran Polonia, una de las 5 provincias, fue otorgada al tercer hijo de Boleslao, Miecislao (quien la dividió de nuevo entre sus descendientes y sucesores). En 1173 Miecislao fue elevado al trono de Cracovia y llegó a ser Gran Duque de Polonia (en latín: dux maximus, dux totius Poloniae); pero poco después fue expulsado de Cracovia por su hermano menor, Casimiro II, y de Gran Polonia por su propio hijo. Miecislao III nunca abdicó sus derechos o ambiciones y, de hecho, retornó a Cracovia cuatro veces antes de morir en 1202.

## Matrimonios y descendencia
Contrajo matrimonio en dos ocasiones:
- Alrededor de 1136, con Isabel de Hungría (1128-1154), hija de Bela II, rey de Hungría,[1] con la que tuvo cinco hijos:[2]

1. Odón de Poznań (1149-1194)
2. Esteban de Gran Polonia (1150-1166/1177?)
3. Isabel de Gran Polonia (1152-1209)
4. Ludmila Wierzchoslava  de Gran Polonia (1153-1223)
5. Judit (1154-1201)

- Alrededor de 1154, con Eudoxia de Kiev, hija de Iziaslav II, Gran Duque de Kiev,[3] con la que tuvo otros cinco hijos:

1. Boleslao de Kuyavia (1159-1195)
2. Miecislao el Joven (1160/65-1193)
3. Vladislao III Piernas Largas (1161/67-1231)
4. Salomé (1162/64-1183)
5. Anastasia de Gran Polonia (1164-1240)